# Sadove (Raión de Bolhrad)
Jardín  (ucraniano: Садове) es una localidad del Raión de Bolhrad en el Óblast de Odesa de Ucrania. Según el censo de 2023, tiene una población de 730 habitantes.